# Sznajderyt
Sznajderyt - kruszący materiał wybuchowy o zerowym bilansie tlenowym,  mieszanina azotanu amonu (87.5%) i dwunitronaftalenu (12,5%). Szeroko stosowany podczas I wojny światowej do elaboracji amunicji; później zastąpiony amatolami, które mają większą kruszność. Obecnie sznajderyt stosowany jest wyłącznie w górnictwie.